# Brněnský orloj
Brněnský orloj je černá kamenná plastika ve tvaru projektilu s hodinovým strojem uvnitř, vypouštějící každý den v 11.00 hodin kuličku. Je umístěna na východní straně náměstí Svobody v centru Brna, před obchodním domem Omega. Vytvořili ji sochaři Oldřich Rujbr a Petr Kameník, za iniciátora projektu je označován primátor Roman Onderka. Byla slavnostně odhalena 18. září 2010 u příležitosti 365. výročí odolání města Brna při švédském obléhání v době třicetileté války, které má připomínat. Pořizovací cena byla 12 milionů Kč, roční provoz za rok 2011 stál více než půl milionu Kč.
V médiích je nejčastěji označován jako orloj či brněnský orloj, třebaže v původním smyslu slova orlojem (horologiem) není. Oficiálně je dílo označováno jako hodinový stroj či multifunkční hodinový stroj. Podoba díla inspirovala veřejnost k mnoha dalším označením, která vycházejí z jeho podoby s falem (falické hodiny, Brněnský falus) či obřím vibrátorem.

## Vzhled a funkce

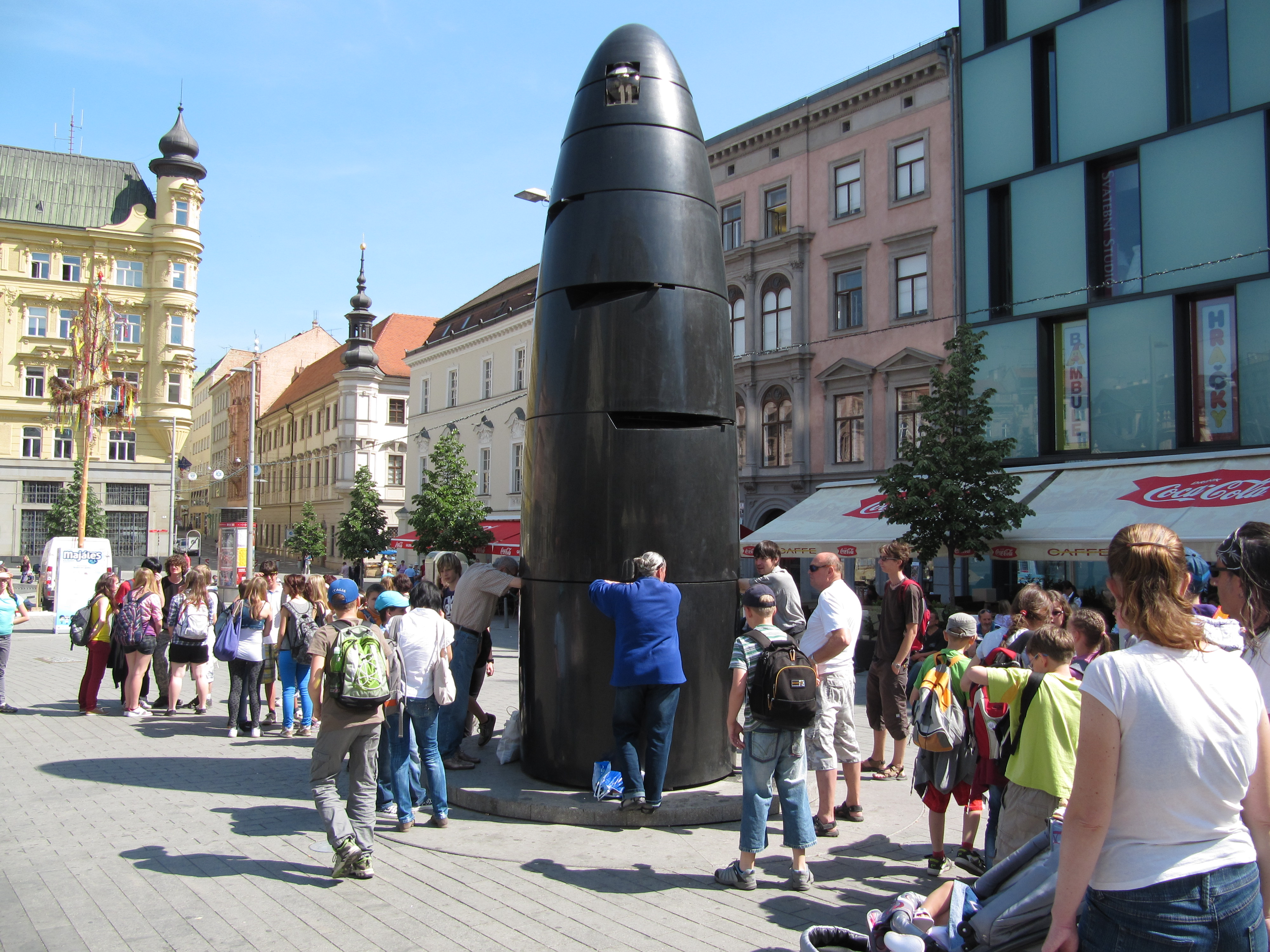
Celkový pohled na orloj

Plastiku tvoří přibližně 6 metrů vysoký blok z „černé žuly“ (obchodní název pro gabro) z Jihoafrické republiky.
Hodiny jsou koordinovány podle signálu z Frankfurtu. Čas je zobrazován otáčením nejvyšších kamenných dílů. Celá špice se otočí kolem své osy za minutu a je na ní ostrý hranol, který slouží jako ukazatel sekund. Nejvyšší skleněný díl se otočí jednou za hodinu a slouží jako ukazatel minut. Číslice ciferníku se otočí jednou za 12 hodin. Každou celou hodinu stroj krátce zazvoní.
Uvnitř hodin je systém složitých mechanismů, které uvádí do pohybu skleněnou kuličku v barvách Brna i jiných různých grafických úpravách. V 10.15, 10.30, 10.45 a v 11.00 h zahraje zvonkohra melodii a jsou vidět koule, které projíždějí škvírami a narážejí do jmen účastníků konfliktu. Nahoru koule vyjíždějí dopravníkem. Vždy v 11.00 po zahrání zvonkohry jedna kulička sjede po drahách do jednoho ze čtyř otvorů, v nichž je možno si ji chytit a odnést jako suvenýr domů. Kuličky jsou ruční práce ze sklárny v Karlově.
Objekt má symbolizovat konflikt, vítězství i odvahu města a jeho obránců při švédském obléhání Brna v roce 1645 za třicetileté války. Koule, která z něj vypadne, je však symbolem obrany a míru. Časostroj symbolizuje plynutí času.
Od počátku, již od Silvestra 2010, je objekt před oslavami posledního dne roku v odpoledních hodinách zakrýván ohnivzdorným nafukovacím návlekem jako ochranou před poškozením leštěného povrchu při používání zábavní pyrotechniky. Zůstává zakryt do Nového roku, hodinový stroj je přitom stále v činnosti. Způsob ochrany navrhl sám spoluautor orloje Oldřich Rujbr.

## Odhalení díla
Hodiny byly oficiálně představeny veřejnosti v sobotu 18. září 2010 v době od 10.30 do 11.00. Celá slavnost začala tím, že útvar lidí v dobových uniformách z doby třicetileté války, představujících vojáky, které vedl Louis Raduit de Souches, úspěšný velitel obrany Brna za časů švédského obležení, vpochodoval na náměstí Svobody směrem od Moravského náměstí. Po proslovu velitele přijela speciální slavnostní tramvaj Škoda 13T, která na náměstí přivezla primátora města Romana Onderku a jiné čelné představitele kultury a správy města Brna. Po slavnostním projevu byl stroj uveden do chodu, ale první kuličku, která měla být umístěna v Muzeu města Brna, se nikomu nepodařilo chytit, a tak musela být použita rezervní.

## Reakce
Již před odhalením díla se o něm psalo v médiích. Největší spory se rozpoutaly po odhalení. Předmětem diskusí byla pořizovací cena díla (12 milionů korun), náklady na provoz, které v roce 2011 činily více než 500 000 korun. Také se řešila patřičnost takto moderního díla v historické zástavbě, různé interpretace tvaru plastiky i obtížnost zjištění času.
V roce 2011 brněnský magistrát vytvořil turistické suvenýry ve tvaru této plastiky, 18 cm vysoké.

## Galerie

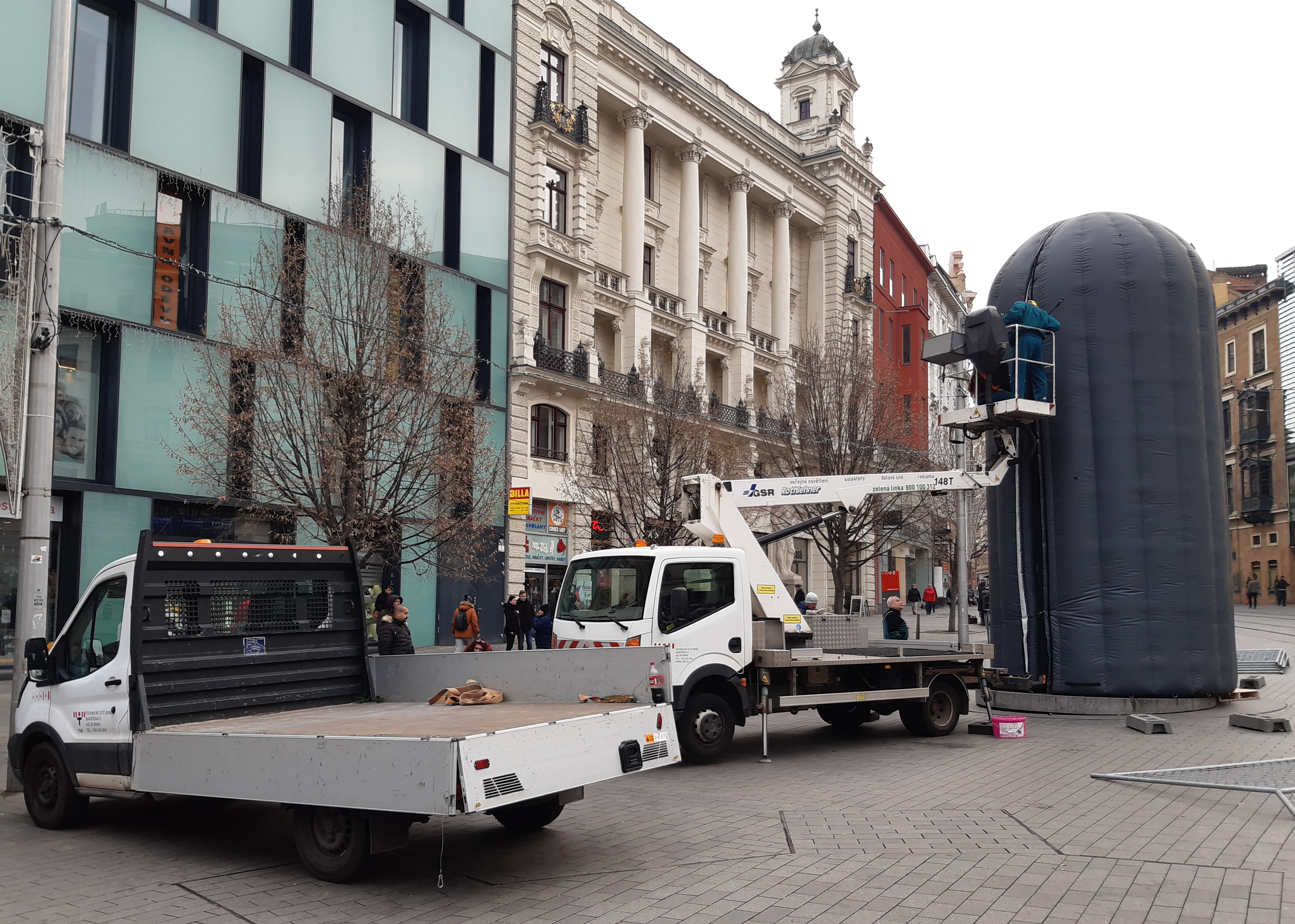
Zakrývání orloje na Silvestra 2019